# Baleal
Baleal ist ein Ort in der portugiesischen Gemeinde (Freguesia) von Ferrel, im Landkreis (Concelho) von Peniche.
Der Ort ist heute für seine Strände, vor allem aber bei Surfern für seine Wellen bekannt. Der portugiesische Schriftsteller Raul Brandão (1867–1930) nannte Baleal den schönsten Strand Portugals. Sein Ausspruch ist in einer Gedenktafel im Ort verewigt.
Im Meer zwischen Baleal und Ferrel liegt seit 2012 – nur wenige Meter vom Strand entfernt – das "WaveRoller" Wellenkraftwerk.

## Geografie
Baleal liegt Luftlinie etwa 80 km nördlich der portugiesischen Hauptstadt Lissabon.
Ein Teil des Ortes liegt auf einer Halbinsel, die über einen befahrbaren Damm mit dem Festland verbunden ist.

## Geschichte
Der Ort erhielt seinen Namen (Baleal, von Portugiesisch Baleia, dt.: Wal) vermutlich von den früher hier angelandeten Fängen der Wal- und Thunfischfänger.
Im 16. Jh. wurde die kleine Kapelle Ermida de Santo Estêvão errichtet und erhielt im 17. Jh. ihre heutige Auskleidung mit Azulejos.
Der 1861 gebaute Brunnen am Ortsrand zum Strand war lange die einzige Trinkwasserquelle im Ort, bis Baleal den 1960er Jahren an die Trinkwasserversorgung angeschlossen wurde.

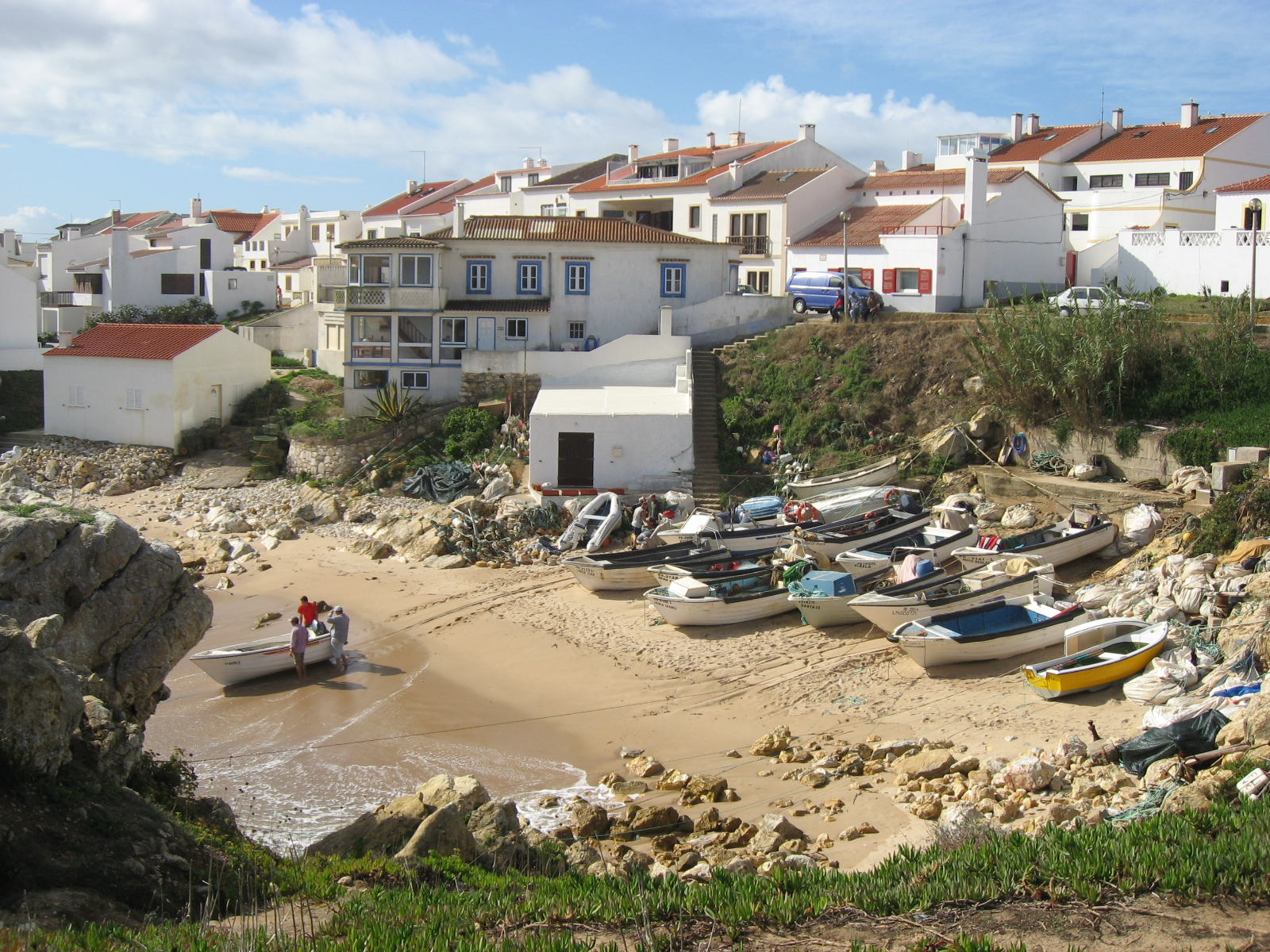
Der kleine Hafen von Baleal

## Verkehr
Mit dem Auto erreicht man Baleal über die Autoestrada A8 (der Autoestradas do Atlântico) und den Autobahnzubringer IP6 bis zur Ausfahrt Nr. 1, von dort führt die N247 bis Baleal. 
Vom Flughafen Lissabon benötigt man etwa 80 Minuten.
Der nächste Eisenbahnhalt ist der etwa 25 km entfernte Haltepunkt Dagorda/Peniche an der Linha do Oeste, eine Haltestelle vor Óbidos (von Süden / Lissabon aus gesehen).
Auf der Halbinsel befindet sich in einer geschützten Bucht ein winziger Hafen. 

## Surfen
In unmittelbarer Nähe von Baleal und Peniche befinden sich einige der besten Surfspots Portugals. Die Gegend wurde zu einem beliebten Treffpunkt von Surfern nicht nur aus Portugal. Seit Oktober 2009 gastiert die Weltelite des Wellenreitens auf ihrer 10 Stationen zählenden Welttour an den Stränden von Peniche, Baleal und Ferrel. Der Ort Ferrel schließt sich direkt an Baleal an.